# موسى بالا سووي
موسى بالا سووي (بالإنجليزية: Mousa Balla Sowe)‏ هو لاعب كرة قدم غامبي في مركز الوسط، ولد في 2 فبراير 1997 في بانجول في غامبيا. لعب مع نادي بارما.